# Henryk Bender
Henryk Bender (ur. 11 lutego 1939 w Dziewianowie, zm. 20 maja 2014 w Ostrołęce) – polski poeta, związany z Klubem Literackim „Narew” w Ostrołęce.

## Życiorys
Pochodził z rodziny chłopskiej, syn Franciszka i Leokadii z d. Kosińska. Uczęszczał do Szkoły Podstawowej w Podleśnej (1953), później do Technikum Budowlanego w Olsztynie (3 klasy) i do Technikum Przemysłu Spożywczego w Olsztynie (1958). Przez 3 lata studiował w Wyższym Seminarium Duchownym „Hosianum” w Olsztynie (1961). W 1963 roku ukończył w Gdańsku Studium kształcenia wychowawców domów dziecka.
Pracował w Miejskiej Radzie Narodowej w Toruniu jako księgowy (1961–1963), w Państwowym Domu Dziecka w Olsztynku – wychowawca (1963–1965), w Oddziale PKS w Ostrołęce – instruktor ds. kulturalno-oświatowych (1965–1981), był przewodnikiem wycieczek po Ostrołęce i Kurpiowszczyźnie.
Zadebiutował w 1967 roku w kwartalniku „Pięć Rzek”. Był członkiem Korespondencyjnego Klubu Młodych Pisarzy w Warszawie oraz Grupy Poetyckiej, później Klubu Literackiego „Narew”. Publikował w licznych czasopismach: „Tygodniku Kulturalnym”, „Warmii i Mazurach”, „Barwach”, „Zielonym Sztandarze”, „Zarzewiu”, „Wiadomościach Ostrołęckich”, „Parnasiku”. Jego wiersze ukazywały się także w czechosłowackich pismach „Dzweny Echo”, „Głos Ludu” oraz w wydawnictwach zbiorowych, np. w Poetyckim almanachu Kurpiowszczyzny, Ostrołęka 2009, dwóch albumach Kapliczki kurpiowskie w twórczości Teresy Piórkowskiej-Ciepierskiej (t. 1 i 2), w antologiach poetyckich. Opracował w rękopisach, zdobionych własnymi rysunkami, Kantyczki, oparte na wydawnictwie wileńskim z 1900 roku, obdarował nimi przyjaciół i znajomych (ok. 100 egzemplarzy w zeszytach A4). Wyznawał zasadę św. Augustyna: „Kto śpiewa, ten się dwa razy modli”. „Wierzył w dobroć i szlachetność każdego człowieka”.
Po śmierci matki, przez ostatnie 20 lat życia mieszkał w Domu Pomocy Społecznej im. kard. S. Wyszyńskiego w Ostrołęce. Spoczął na cmentarzu parafialnym w Rzekuniu.

## Twórczość
- Koncert na dwie dziewanny, w: Arkusze poetyckie Grupy „Narew”, Instytut Wydawniczy Centralnej Rady Związków Zawodowych, Warszawa 1975[2]
- Polne światło, Klub Literacki „Narew” przy Oddziale Warszawskim Związku Literatów Polskich, Ostrołęka 1982[2]
- Poziomki, Klub Literacki „Narew” przy Oddziale Warszawskim Związku Literatów Polskich, Ostrołęka 1984, OCLC: (OCoLC)6947173 (katalog BN)
- Barwy słowa, Klub Literacki „Narew” przy Oddziale Warszawskim Związku Literatów Polskich, Ostrołęka 1985, OCLC: (OCoLC)69365597 (katalog BN)
- Rajskie cienie, Towarzystwo Przyjaciół Ostrołęki, Ostrołęka 2010, ISBN 978-83-88169-62-5.
- Gwiazdy pukają w serce moje, Towarzystwo Przyjaciół Ostrołęki, Ostrołęka 2013, ISBN 978-83-64200-06-9.

## Odznaczenia
- „Zasłużony Działacz Kultury”[1]
- „Zasłużony dla województwa ostrołęckiego”[1]